# شراب اسرائیلی

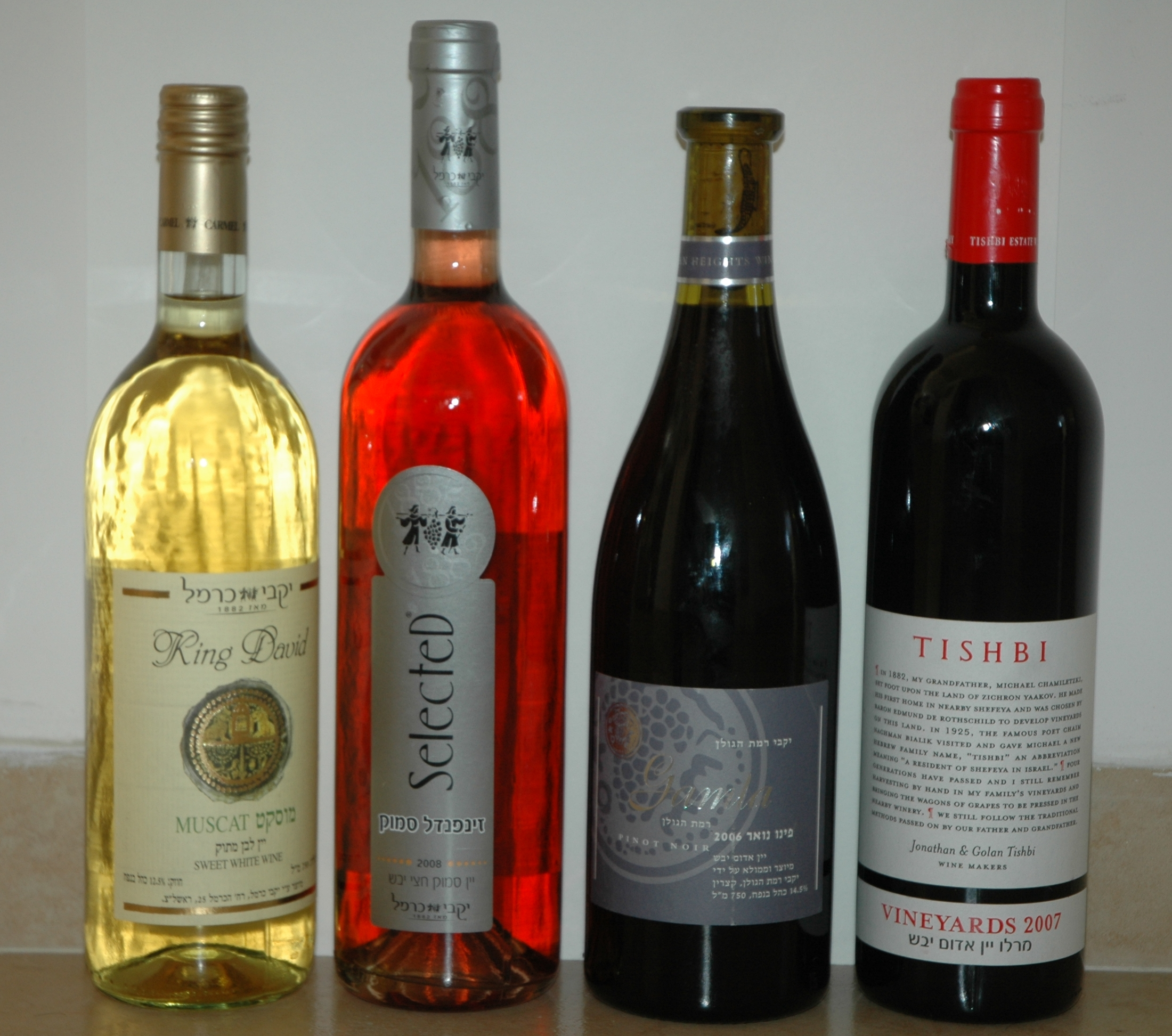
شراب‌های اسرائیلی

شراب اسرائیلی (به انگلیسی: Israeli wine) توسط صدها شراب‌خانه تولید می‌شود، از دکه‌های کوچک تا شرکت‌های بزرگ که بیش از ده میلیون بطری در سال، شراب تولید می‌کنند.
شراب از دوران کتاب مقدس در سرزمین اسرائیل تولید شده است. شراب در دوران امپراتوری روم به رم صادر می‌شد، اما در زمان حاکمان مسلمان، تولید شراب تقریباً از بین رفت. در زمان صلیبیون، شراب‌سازی به‌طور موقت احیا شد.
صنعت شراب امروزی اسرائیل توسط بارون ادموند جیمز دو روتشیلد، مالک بوردو تحت املاک شاتو لافیت-روتشیلد تأسیس شد. امروزه شراب‌سازی اسرائیل در پنج منطقه تاکستان رو به رشد انجام می‌شود: ناحیه جلیل (الجلیل، از جمله بلندی‌های جولان)، منطقه‌ای که به دلیل ارتفاع زیاد، نسیم خنک، تغییرات دمایی مشخص در روز و شب و خاک غنی و دارای زه‌کشی مناسب، مناسب‌ترین منطقه برای کشت انگور است. جبال الخلیل، که اطراف شهر اورشلیم را احاطه کرده است. سامسون، که بین جبال الخلیل و دشت ساحلی واقع شده است. نگب، یک منطقه بیابانی نیمه خشک، که در آن آبیاری قطره‌ای امکان رشد انگور را فراهم کرده است و دشت شارون در نزدیکی سواحل مدیترانه و درست در جنوب حیفا، اطراف شهرهای زیخرون یاکوف و بنیامینا، که بزرگ‌ترین منطقه کشت انگور در اسرائیل است.
در سال ۲۰۱۱، صادرات شراب اسرائیل بالغ بر ۲۶٫۷ میلیون دلار بود. در سال ۲۰۱۲، اسرائیل ۱۲٬۳۵۵ هکتار باغ انگور داشت.

## تاریخچه
دوران باستان

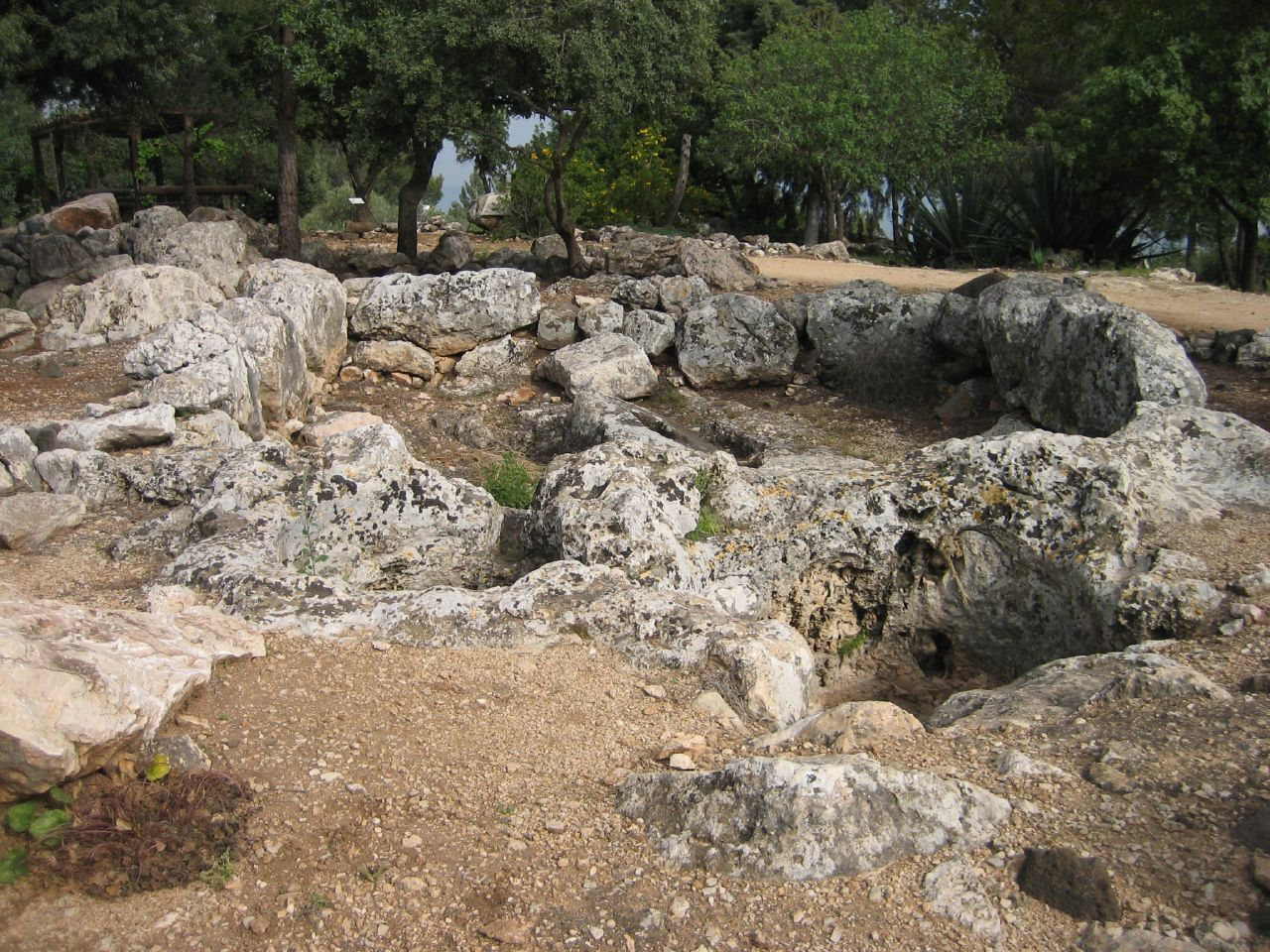
خرابه‌هایی از یک مکانیزم پرس باستانی شراب اسرائیلی در دوره تلمودیک (۱۰۰_۴۰۰ سال بعد از میلاد)

صنعت شراب‌سازی از دوران کتاب مقدس در سرزمین اسرائیل وجود داشته است. در کتاب سفر تثنیه ذکر شده است، میوه درخت مو، جزو یکی از هفت میوه مقدسی است که در سرزمین اسرائیل یافت می‌شود (Deut. 8:8). به خاطر موقعیت اسرائیل که در امتداد مسیر تاریخی تجارت شراب، میان بین‌النهرین و مصر بود، دانش شراب‌سازی و اثرات آن را با خود به همراه آورده است. شراب نقش بااهمیتی در مذهب قوم بنی‌اسرائیل کهن ایفاء می‌کرد، وفق اینکه تصاویر انگور در حال رشد، محصول انگور و شراب‌سازی برای نمایش آرمان‌های مذهبی مورد استفاده قرار می‌گرفت. در روم باستان، شراب از اسرائیل به روم صادر می‌شد که پرطرفدارترین آن شراب انگوری بود و با حک نام شراب‌ساز روی خمره سفالی همراه بود.
سده‌های میانی
شراب‌سازی که در حکومت اسلامی محدود شده بود، بین قرن یازده تا سیزده میلادی در دولت‌های صلیبی به‌طور موقت احیاء گردید ولی با در دست گرفتن قدرت توسط حکومت اسلامی و به دنبال آن آوارگی یهودیان، صنعت شراب‌سازی دوباره به خاموشی گرائید.
دوران نوین
دوره بریتانیا و عثمانی
یک پژوهشگر مرجع دینی در سال ۱۸۴۸ اولین شراب‌سازی دارای سندیت را در اورشلیم، در دوره امروزی تأسیس کرد ولی دوام کوتاهی داشت. در سال ۱۸۷۰، اولین کالج کشاورزی یهودی، میکوه اسرائیل (Mikveh Israel) تأسیس شد و دوره صنعت شراب‌سازی ارائه داد. بنیان صنعت شراب امروزی اسرائیل را می‌توان در اواخر قرن ۱۹ ردیابی کرد، زمانی که فرنچ بارون ادموند دو روتشیلد، مبادرت یه واردات گونه‌های انگور فرانسوی و دانش فنی آن به منطقه کرد. در سال ۱۸۸۲، او به ایجاد شراب‌سازی کرمل و نیز تاکستان‌ها و تأسیسات تولید شراب در ریشون لتسیون و زیخرون یاکوف در نزدیکی حیفا کمک کرد. شراب‌سازی کرمل که همچنان در حال فعالیت است، بزرگ‌ترین تولیدکننده شراب اسرائیلی است و پیشرو در بسیاری از پیشرفت‌های فنی و تاریخی در دو حوزه شراب‌سازی اسرائیلی و پیشینه آن است.

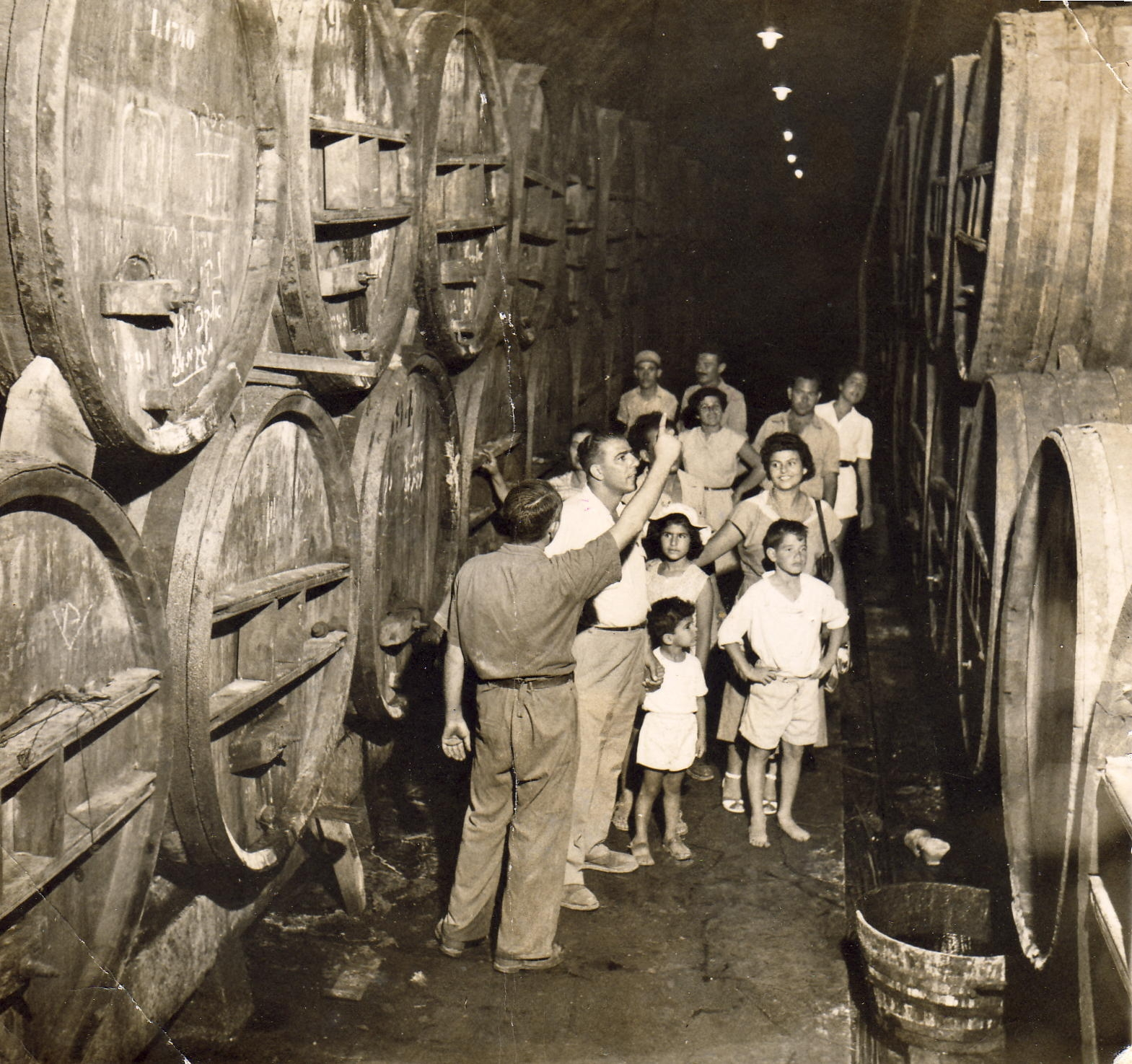
شراب‌سازی زیخرون یاکوف، ۱۹۴۵

یکی از اولین خطوط شماره تلفن در اسرائیل در شراب‌سازی کرمل نصب شد و اولین نخست‌وزیر این کشور، داوید بن گوریون هنگام جوانی در انبار این شراب‌سازی کار می‌کرد.
بعد از استقلال اسرائیل
در بیشتر تاریخچه عصر امروزی اسرائیل، صنعت شراب اسرائیلی به‌طور عمده بر تولید شراب کوشر استوار بود که به منظور ارائه به جوامع یهودی، به سراسر جهان صادر می‌شد. کیفیت این شراب‌ها متفاوت بود، وفق اینکه بسیاری از شراب‌های تولیدی محصول تاکستان‌های پربازده بودند که کمیت را بر کیفیت انگور ترجیح می‌دادند. بسیاری از این شراب‌ها شیرین بودند. شراب تولیدی امروز اسرائیل حاصل گونه‌های انگوری است که ریشه آنها به گونه‌های انگور فرانسوی بازمی‌گردد. در اواخر دهه ۱۹۶۰، شراب‌سازی کرمل با ساخت شراب خشک سرمیز، عنوان اولین شراب‌سازی در اسرائیل را به دست آورد که توانست این نوع شراب را تولید کند. در دهه ۱۹۸۰، این صنعت در مجموع یک جان تازه در کیفیت شراب‌سازی را به خود دید، این امر به علت ورود استعداد شراب‌سازی استرالیا، کالیفرنیا و فرانسه بود که فناوری مدرن و دانش فنی را وارد صنعت شراب در حال رشد اسرائیل کرد. در سال ۱۹۸۹، اولین شراب‌سازی بوتیک در اسرائیل با نام شراب‌سازی مرگالیت (Margalit Winery) ایجاد شد. دهه ۱۹۹۰ شاهد «شکوفایی» مابعد در گشایش شراب‌سازی‌های بوتیک بود. در سال ۲۰۰۰، ۷۰ شراب‌سازی در اسرائیل وجود داشت که در سال ۲۰۰۵ تعداد آنها به ۱۴۰ عدد رسید.
امروزه، کمتر از ۱۵ درصد از شراب اسرائیل در جهت اهداف شعائر دینی تولید می‌شود. سه تولیدکننده بزرگ شراب‌سازی به نام‌های شراب‌سازی کرمل، سرداب‌های شراب برکان (Barkan Wine Cellars) و شراب‌سازی ارتفاعات جولان (Golan Heights Winery) بیش از ۸۰ درصد از بازار داخلی را در اختیار خود دارند. بزرگ‌ترین مقصد صادرات شراب اسرائیلی، ایالات متحده آمریکا است. با اینکه اسرائیل تنها حدود یک چهارم سطح زیر کشت، در قیاس با لبنان را در اختیار دارد به عنوان کشوری پیش رونده فعال در بخش شرق مدیترانه پدیدار گردیده است و این امر به این خاطر بوده که در پی به روزرسانی این صنعت با فناوری جدید و نیز بازار بزرگ صادراتی خود بوده است.

## اقلیم و جغرافیا

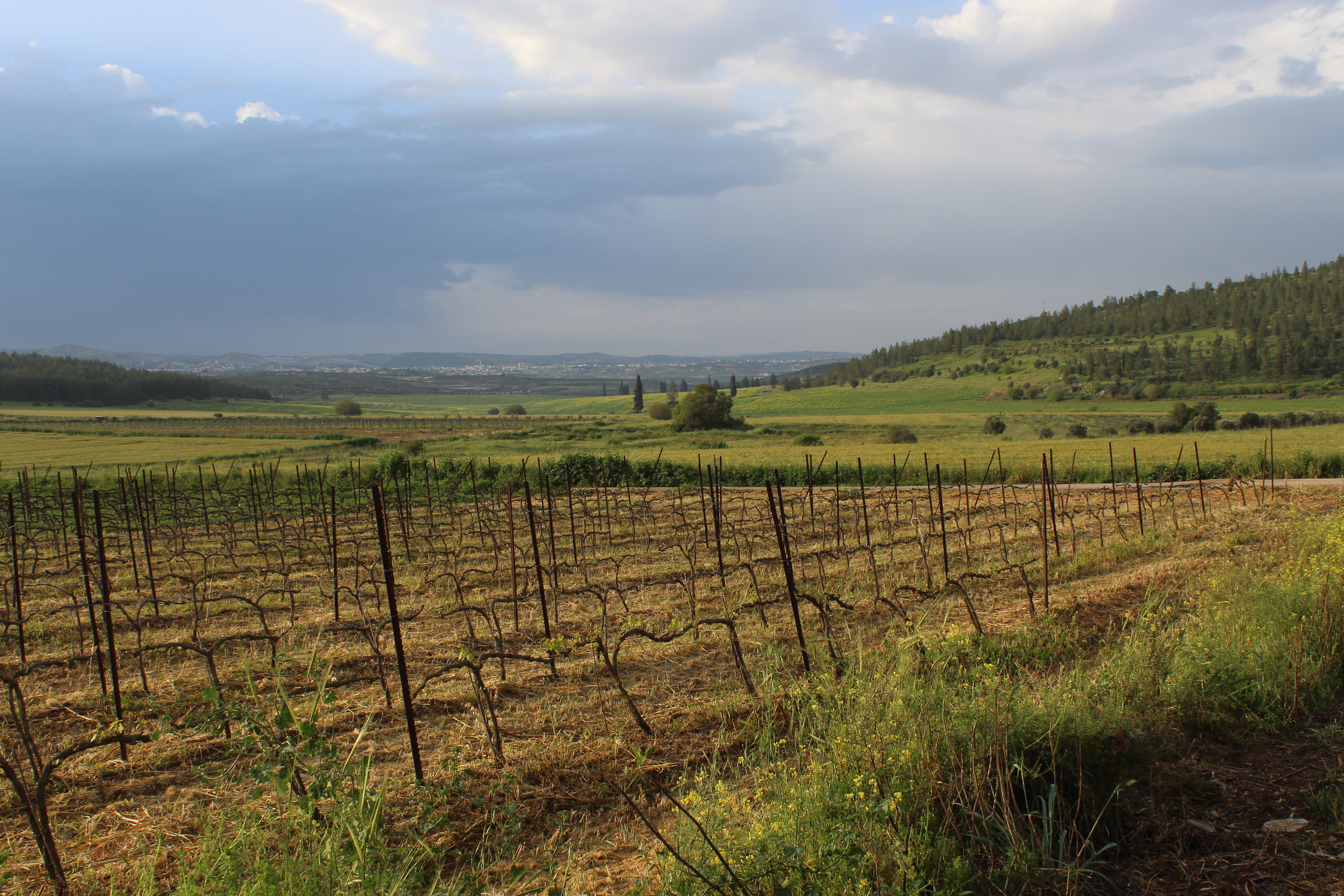
تاکستان در دره الاه در اسرائیل

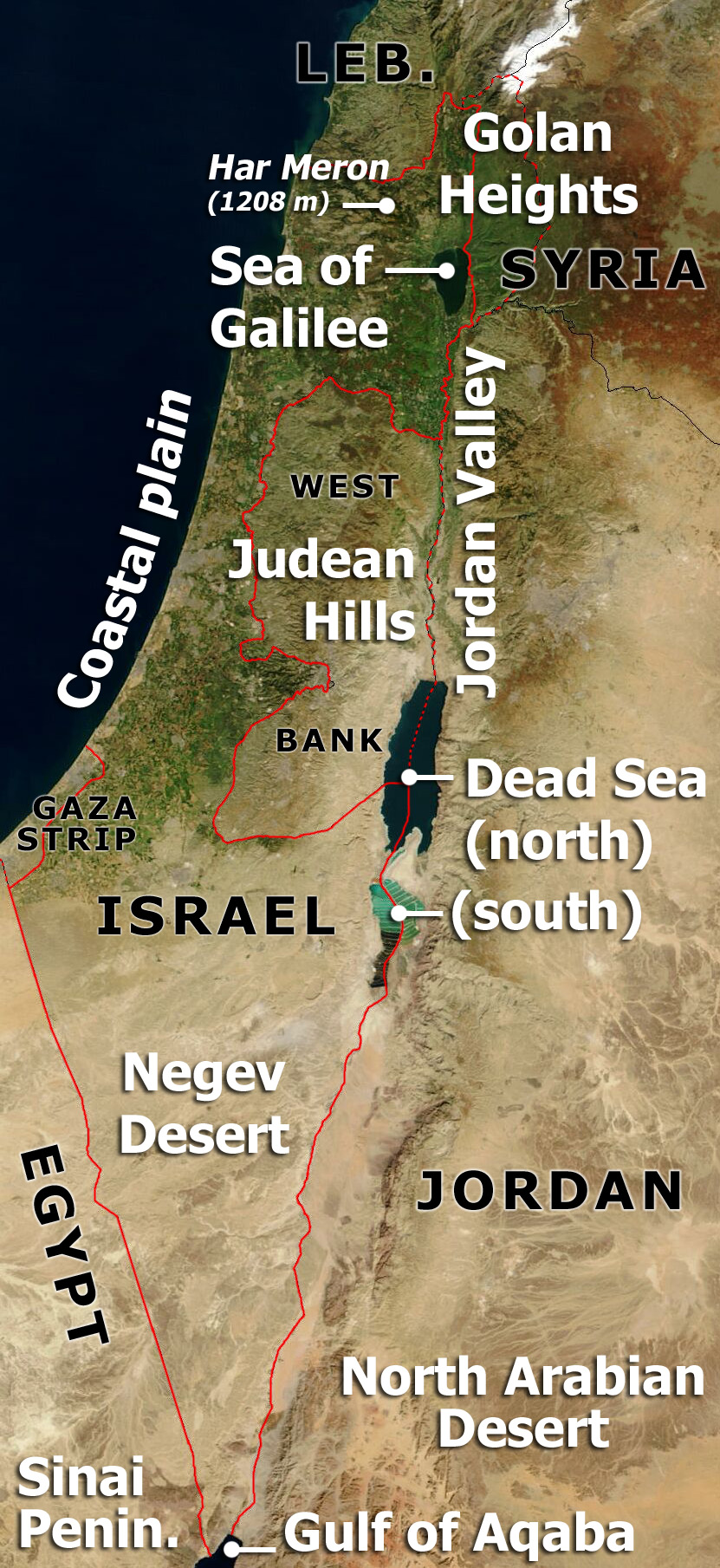

اسرائیل، اقلیم مدیترانه‌ای واضحی دارد وفق اینکه این کشور تا حدودی در امتداد عرض جغرافیایی سن دیگو و مرز ایالات متحده آمریکا–مکزیک واقع شده است. در این کشور دو فصل اصلی وجود دارد که یکی فصل تابستان گرم و مرطوب با بارندگی خیلی کم است که از ماه آوریل تا اکتبر طول می‌کشد و دیگری فصل زمستان سرد و بارانی که از اواخر اکتبر تا مارس می‌باشد. در فصل زمستان متوسط بارندگی در حدود ۲۰ اینچ (۵۰ سانتی‌متر) است، وفق این که در برخی مناطق، بارش سالانه تا حدود دو برابر آن معادل ۳۵ اینچ (۹۰ سانتی‌متر)، مشاهده شده است. برخی از تاکستان‌ها که در مناطق مرتفع بلندی‌های جولان قرار دارند در ماه‌های فصل زمستان در معرض بارش برف قرار می‌گیرند. در طی فصل خشک رشد انگور، جهت تداوم رشد و پرورش انگور، آبیاری قطره‌ای ضروری است. متصدیان تاکستان از روش‌های سایبان انگور و هرس کردن بهره می‌برند تا بیشترین سایه را در برابر نور خورشید ایجاد کنند. برداشت انگور اغلب در هنگام شب و در دمای خنک تر صورت می‌گیرد. خشک بودن آب و هوا در طی فصل رشد انگور یک مانع محافظتی در برابر بسیاری از بیماری‌های انگور است که در آب و هوای مرطوب قابل پیشرفت هستند و به متصدیان تاکستان اجازه می‌دهد تا با آبیاری رشد و بازدهی محصول را کنترل کنند.
اسرائیل از لحاظ وسعت به‌طور تقریبی معادل ایالت نیوجرسی است و از سمت شمال و شمال‌شرق با لبنان و سوریه، از غرب با دریای مدیترانه، از جنوب‌غرب با مصر هم‌مرز بوده، رود اردن و دریای مرده همراه با مرز اردن، مرز شرقی این کشور را تشکیل می‌دهند. انگورها در سراسر این کشور، از رشته کوه‌های در امتداد لبنان، مرزهای سوریه تا بئرشبع و عراد در حال رشد هستند. همچنین مزرعه‌های کوچک کشت انگور در دره رامون و نئوت سمدار (Neot Smadar) در مناطق بیابانی شمال ایلات وجود دارد. بیشتر شراب‌سازی‌های عمده بزرگ در اقلیم معتدل شمالی شامل جلیل، دشت شارون، سامسون، بلندی‌های جولان و کوهپایه‌های الخلیل در کرانه باختری انجام می‌گیرد.
در سراسر اسرائیل به علت انواع خاک و توپوگرافی مختلف، طیف وسیعی از خرد اقیلم‌ها وجود دارد. بیشتر نواحی دارای خاک‌هایی مبتنی بر سنگ آهک همراه با لایه‌هایی از مارن و دولومیت سخت هستند. رنگ خاک در گستره‌ای از ترا روزا قرمز در یهودیه و جلیل در نزدیکی کوه تابور تا رنگ خاکستری در رشته کوه‌های کشیده از کوه کرمل تا زیخرون یاکوف متغیر است. رسوبات دریایی در خاک‌های لوم دشت‌های ساحلی و در پای کوهپایه‌های مرتفع اطراف بنیامینا-گیوات آدا و لطرون یافت می‌شود. بلندی‌های جولان و بخش‌هایی از نواحی الجلیل سفلی و علیا دارای لایه‌های قابل توجهی از ته‌نشست‌های بازالت در رس و توف هستند که طی چند قرن فعالیت آتشفشان و جریان مواد مذاب مربوط به آن، ایجاد شده است. ته‌نشست رسوبات پراکنده در باد به شروع بادرفت و خاک‌های ماسه‌ای آبرفت در صحرای نگب کمک می‌کند.

## انواع انگور

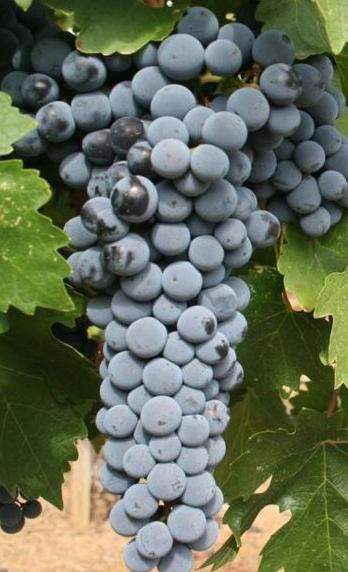
کابرنه سوویگنون

در طی قرن‌ها حکمرانی اسلامی، تولید الکل به عنوان بخشی از احکام غذایی اسلام ممنوع بود. تاکستان‌ها در روزگار قدیم که تحت فرمانروایی مسلمانان در کشور رشد کرده و انگور تولید می‌کردند برای تهیه شراب مورد استفاده قرار نمی‌گرفت و به‌طور کامل فقط به عنوان مصرف خوراکی در نظر گرفته می‌شد. جغرافی‌دان عرب، شمس‌الدین مقدسی (۹۸۵ میلادی) نوشته که در روزگار او، بهترین کشمش‌های فلسطین از گونه‌ای است که به عنیونی و دوری (ʻAinūnī and Durī) معروف بود و ماحصل انگورهایی بود که در بیت عنیون و دورا، مناطقی به ترتیب در شمال‌شرقی و جنوب‌غربی الخلیل، رشد کرده بودند.
توجه اصلی در تولید شراب اسرائیلی، حفظ سطوح اسیدی برای متعادل کردن قندهای طبیعی بالا است که آب و هوای گرم منطقه ایجاد می‌کند. برخلاف دشت‌های ساحلی مناطق پست، تاکستان‌هایی که در ارتفاعات بالاتر قرار دارند همواره شراب‌هایی با تعادل اسید ضروری را تولید می‌کنند. در بین انواع انگور، کابرنه سوویگنون تاکنون بیشترین پتانسیل کهنگی شراب را از خود بروز داده است. بافت نرم و تانن‌های جا افتاده از انگور مرلو اسرائیلی باعث افزایش محبوبیت این شراب در بازار شده است.

## داده‌های تولید و مصرف
در سال ۲۰۱۲، کارخانجات شراب اسرائیلی به‌طور متوسط ۳۶ میلیون بطری در سال تولید کردند که در گستره‌ای از انواع شراب دسر، قرمز، سفید، رُزه، گازدار و استیل (still) قرار داشت. ۳۵ کارخانه صنعتی شراب‌سازی و بیش از ۲۵۰ شراب‌سازی بوتیک در اسرائیل وجود دارد. این صنعت تا اندازه‌ای به صورت متمرکز بوده و ۷۵ درصد از تولید کل کشور متعلق به ۵ تولیدکننده برتر است.
مصرف سالانه شراب اسرائیلی‌ها به‌طور متوسط ۴٫۶ لیتر به ازاء هر نفر است.

## طبیعت گردی
در اوایل سال ۲۰۰۸ اعلام شد که پارک شراب به مساحت ۱۵۰ جریب‌فرنگی (۰٫۶۱ کیلومترمربع) در دامنه‌های بین زیخرون یاکوف و بنیامینا ایجاد خواهد شد تا گردشگری در این منطقه و طبیعت گردی در اسرائیل، در کنار هم گسترش پیدا کند.
یکی دیگر از مراکز گردشگری در اسرائیل، پارک صنعتی رامات دالتون است، یک پارک صنعتی دوستدار محیط زیست که در نزدیکی دالتون و کرم بن زیمرا در الجلیل علیا واقع شده است. در سال ۲۰۲۴، این پارک صنعتی منزلگاه هفت کارخانه شراب سازی به نام ادیر، دالتون، فلدستاین، لوریا، رکاناتی، ریمون و کامیسا است. این ناحیه همچنین از گردشگری کشاورزی پشتیبانی می‌کند و مهمانسراهای مختلفی را برای اقامت در دسترس قرار داده است.

## تولیدکنندگان دارای گواهی‌نامه
شراب کوشر
برای اینکه شراب به عنوان شراب کوشر در نظر گرفته شود فقط باید توسط ناظران یهودی از زمانی که انگور له می‌شود، تحت نظر قرار داشته باشد. با این حال، اگر شراب جوشانده یا پاستوریزه شده باشد، ممکن است بعداً توسط هر کسی بدون از دست دادن وضعیت کوشر آن به کار گرفته شود. اضافه بر این، شراب کوشر نمی‌تواند حاوی هیچ گونه مواد غذایی غیر کوشر یا عوامل خالص‌سازی مانند ایزینگلس، ژلاتین یا کازئین باشد. اگرچه همه شراب‌های اسرائیلی کوشر نیستند، کمابیش همه تولیدکنندگان بزرگ شراب در اسرائیل دارای گواهینامه کوشر هستند.
تولیدکنندگان شراب مسیحی عرب (غیر کوشر)
دست‌کم دو تولیدکننده شراب عرب اسرائیلی وجود دارد که هر دو مسیحی هستند. آنها به ترتیب کارخانه شراب‌سازی عسکر (Ashkar) در نزدیکی مرز با لبنان و کارخانه شراب‌سازی جاسکالا را اداره می‌کنند. کارخانه شراب سازی در کفر یاسیف توسط نوادگان روستاییان مسیحی اقرت (Iqrit) اداره می‌شود. کارخانه شراب سازی جاسکالا در الجش واقع شده است. این شراب غیر کوشر است و تولیدکنندگان هم تولیدات خود را به رستوران‌های عربی در مناطقی همچون ناصره، حیفا، رام‌الله، اورشلیم، عکا و رستوران‌های غیر کوشر در تل‌آویو ارائه می‌دهند. آشپز اسرائیلی یوتام اوتولنگی (Yotam Ottolenghi) در ظاهر امر، یکی از مشتریان آنها است.

## معضلات مربوط به صادرات
برخی از شراب‌ها، همچون شرابی که به «جبال الخلیل» و بلندی‌های جولان مربوط است ممکن است به سرزمین‌های اشغال‌شده توسط اسرائیل اشاره داشته باشد، که مرتبط با مشاجره حقوقی فرا مرزی است. در گزارشی که در سال ۲۰۱۱ توسط تشکیلات ائتلاف زنان برای صلح تدوین شد، پژوهشگران به این نتیجه رسیدند که تمام شراب‌سازی‌های اصلی اسرائیل، از انگورهایی برای تولید شراب استفاده می‌کنند که از قلمروهای اشغالی بلندی‌های جولان و کرانه باختری برداشت شده است. در سال ۲۰۱۱ برآورد شده بود که کرانه باختری دارای ۲۹ شراب‌سازی است که توسط کارآفرین‌های اسرائیلی اجرایی شده بود و در مقابل آن، منطقه بلندی‌های جولان دارای ۱۴ شراب سازی بود.
در ماه نوامبر ۲۰۱۵، اتحادیه اروپا تعیین کرد که محصولات شهرک‌های اسرائیلی نمی‌توانند از برچسب «ساخت اسرائیل» (Made in Israel) استفاده کنند. در پی پیگیری شکایت مبنی بر برچسب گذاری دروغین با عنوان تولید شده توسط دیوید کاتنبرگ، پسر بازماندگان هولوکاست، دادگاه فدرال کانادا در ماه ژوئیه ۲۰۱۹ حکم داد که توصیف شراب‌های تولید شده در شهرک‌های اسرائیلی تحت عنوان شراب اسرائیلی، «نادرست، فریبنده و گمراه کننده» است. شکایت اصلی که توسط کاتنبرگ انجام گرفت توسط آژانس بازرسی مواد غذایی کانادا (CFIA) مورد پذیرش قرار گرفت اما بعد از چند ساعت این شکایت رد شد و این آژانس اظهار کرد که موافقت‌نامه تجارت آزاد کانادا-اسرائیل (CIFTA) قوانین حمایت از مصرف‌کننده داخلی را نفی می‌کند.
بلندی‌های جولان که از زمان جنگ شش‌روزه در سال ۱۹۶۷ به اشغال اسرائیل درآمده است در شمال‌شرقی اسرائیل واقع گردیده است، هر چند اسرائیل بلندی‌های جولان را زیر منطقه الجلیل در نظر گرفته است. وضعیت حقوقی بلندی‌های جولان در حقوق بین‌الملل منجر به مشاجراتی در بازار صادرات شده است.
در سال ۲۰۲۰، مرجع ایمنی مواد غذایی و محصولات مصرفی هلند به سازمان صهیونیسم مسیحی «مسیحیان برای اسرائیل» (Christenen voor Israël) به خاطر فروش شراب‌های تولید شده در کریات اربع (در نزدیکی الخلیل) با برچسب «تولید شده در روستای اسرائیلی در یهودا و سامره»، که پیش از این دارای برچسب «تولید شده در اسرائیل» (Made in Israel) بود، اخطار داد.